# Zsolt Máriási
Zsolt Máriási (ur. 14 października 1967 w Ózd) – węgierski piłkarz występujący na pozycji pomocnika, reprezentant kraju.

## Życiorys
Był juniorem Ózdi Kohász SE. W tym też klubie w 1985 roku rozpoczął seniorską karierę. Rok później przeszedł do Videotonu. W NB I zadebiutował 23 sierpnia 1986 roku w wygranym 1:0 spotkaniu z Tatabányai Bányász SC. W pierwszym sezonie seniorskim rozegrał 24 mecze ligowe dla Videotonu. 15 listopada 1988 roku zadebiutował w reprezentacji w przegranym 0:3 towarzyskim meczu z Grecją. W sezonie 1989/1990 uczestniczył w przegranym dwumeczu z Hibernian F.C. (0:1, 0:3) w ramach Pucharu UEFA. Ogółem w Videotonie rozegrał 119 meczów w lidze. W sezonie 1991/1992 był zawodnikiem Siófoki Bányász SE, kolejny sezon rozpoczął w Rába ETO FC, a od kwietnia 1993 roku był piłkarzem Diósgyőri FC, z którym spadł do 1993/1994. W latach 1994–1997 występował w Vasas SC, zdobywając dla klubu 15 goli w 82 meczach ligowych. W 1997 roku podpisał kontrakt z NK Osijek. W sezonie 1997/1998 rozegrał dwa spotkania w Prva HNL, po czym był wypożyczany do Videotonu i Csákvár FC. Następnie grał w klubach niższych lig. W latach 2010–2011 był grającym trenerem Ózdi FC.

## Statystyki ligowe
| Sezon         | Klub                  | Liga     | Mecze | Gole |
| ------------- | --------------------- | -------- | ----- | ---- |
| 1986/1987     | Videoton SC           | NB I     | 24    | 1    |
| 1987/1988     | Videoton SC           | NB I     | 20    | 0    |
| 1988/1989     | Videoton SC           | NB I     | 29    | 2    |
| 1989/1990     | Videoton Waltham SC   | NB I     | 30    | 4    |
| 1990/1991     | Videoton Waltham SC   | NB I     | 16    | 1    |
| 1991/1992     | Siófoki Bányász SE    | NB I     | 24    | 2    |
| 1992/1993     | Rába ETO FC           | NB I     | 10    | 1    |
| 1992/1993 (w) | Diósgyőri FC          | NB I     | 9     | 3    |
| 1993/1994     | Diósgyőri FC          | NB II    | 18    | 2    |
| 1994/1995     | Vasas Casino Vígadó   | NB I     | 26    | 2    |
| 1995/1996     | Vasas Casino Vígadó   | NB I     | 25    | 4    |
| 1996/1997     | Vasas Danubius Hotels | NB I     | 31    | 9    |
| 1997/1998     | NK Osijek             | Prva HNL | 2     | 0    |
| 1998/1999 (j) | Videoton FC Fehérvár  | NB I     | 31    | 9    |